# Soukaina Zakkour
Soukaina Zakkour  est une athlète marocaine, née le 13 octobre 1993. Elle est championne d'Afrique du lancer du marteau.

## Biographie

### Palmarès
| Date | Compétition                     | Lieu      | Résultat | Épreuve           | Marque  |
| ---- | ------------------------------- | --------- | -------- | ----------------- | ------- |
| 2016 | Championnats d'Afrique          | Durban    | 4e       | Lancer du marteau | 61,85 m |
| 2017 | Jeux de la solidarité islamique | Bakou     | 3e       | Lancer du marteau | 63,10 m |
| 2017 | Championnats panarabes          | Radès     | 2e       | Lancer du marteau | 61,08 m |
| 2017 | Championnats panarabes          | Radès     | 2e       | Lancer du javelot | 35,30 m |
| 2018 | Championnats d'Afrique          | Asaba     | 1re      | Lancer du marteau | 68,28 m |
| 2019 | Championnats panarabes          | Le Caire  | 3e       | Lancer du marteau | 61,00 m |
| 2019 | Jeux africains                  | Rabat     | 7e       | Lancer du marteau | 59,54 m |
| 2021 | Championnats panarabes          | Radès     | 3e       | Lancer du marteau | 59,15 m |
| 2023 | Championnats panarabes          | Marrakech | 2e       | Lancer du marteau | 55,76 m |

### Records
| Épreuve           | Performance | Lieu  | Date          |
| ----------------- | ----------- | ----- | ------------- |
| Lancer du marteau | 68,28 m     | Asaba | 3 août 2018   |
| Lancer du javelot | 41,96 m     | Fès   | 30 avril 2017 |